# RasenBallsport Leipzig (femminile)
Il RasenBallsport Leipzig, meglio noto come RB Leipzig e in italiano come Lipsia o RB Lipsia (nonché impropriamente come Red Bull Lipsia), è una squadra di calcio femminile tedesca, sezione dell'omonimo club con sede nella città di Lipsia, in Sassonia. Milita nella Frauen-Bundesliga, massimo livello del campionato tedesco femminile di calcio.
Costituita nel 2016 per la volontà della società di entrare in competizione anche in ambito femminile, già attuata con il Leipziger FC 07, ha scalato rapidamente le divisioni calcistiche della Germania passando in quattro stagioni dalla Landesliga Sachsen (quarto livello) alla serie cadetta del calcio femminile tedesco

## Colori e simboli

### Colori
Analogamente alle altre squadre di calcio gestite dal gruppo Red Bull nel mondo l'RB Lipsia adotta quali colori sociali il bianco e il rosso: fin dall'anno di fondazione la divisa casalinga si compone pertanto di una casacca bianca, pantaloncini e calzettoni rossi (con scritte ed eventuali dettagli nel colore opposto).

### Simboli ufficiali

#### Inno
Nei primi anni di esistenza del club all'atto dell'ingresso in campo della squadra veniva diffuso all'interno dello stadio il brano Going the distance di Bill Conti (mutuato dalla colonna sonora della saga di Rocky). Mancando tuttavia un inno ufficiale, nel 2016 venne bandito un sondaggio tra i tifosi per selezionare un brano da adottare allo scopo: il brano più votato risultò essere RB Leipzig – Du bist mein Verein (letteralmente in italiano "RB Lipsia - Tu sei la mia squadra"), scritto ed eseguito da Sebastian Krumbiegel, vocalist e tastierista della band Die Prinzen.

## Palmarès
- Campionato tedesco di seconda divisione: 1

2022-2023

## Organico

### Rosa 2021-2022
| N. |                      | Ruolo | Calciatrice          |
| -- | -------------------- | ----- | -------------------- |
| 1  | Germania (bandiera)  | P     | Gina Schüller        |
| 2  | Germania (bandiera)  | D     | Frederike Kempe      |
| 3  | Germania (bandiera)  | D     | Johanna Kaiser       |
| 4  | Germania (bandiera)  | D     | Anika Metzner        |
| 5  | Germania (bandiera)  | D     | Josefine Schaller    |
| 6  | Germania (bandiera)  | C     | Franziska Gaus       |
| 7  | Germania (bandiera)  | C     | Madlen Frank         |
| 8  | Germania (bandiera)  | C     | Gianna Rackow        |
| 9  | Danimarca (bandiera) | D     | Louise Ringsing      |
| 10 | Germania (bandiera)  | A     | Maria Cristina Lange |
| 11 | Germania (bandiera)  | C     | Barbara Brecht       |
| 13 | Germania (bandiera)  | C     | Lea Mauly            |
| 14 | Germania (bandiera)  | C     | Sara Schaller        |

| N. |                       | Ruolo | Calciatrice         |
| -- | --------------------- | ----- | ------------------- |
| 16 | Germania (bandiera)   | C     | Lea Sophie Misch    |
| 17 | Germania (bandiera)   | C     | Emily Reißmann      |
| 18 | Germania (bandiera)   | P     | Carina Schlüter     |
| 19 | Germania (bandiera)   | C     | Jenny Hipp          |
| 20 | Germania (bandiera)   | D     | Victoria Krug       |
| 21 | Germania (bandiera)   | A     | Vanessa Fudalla     |
| 22 | Germania (bandiera)   | P     | Kristina Hauczinger |
| 24 | Austria (bandiera)    | D     | Yvonne Weilharter   |
| 27 | Germania (bandiera)   | A     | Marlene Müller      |
| 29 | Germania (bandiera)   | C     | Larissa Schreiber   |
| 30 | Montenegro (bandiera) | A     | Medina Dešić        |
| 33 | Germania (bandiera)   | P     | Stella Busse        |